# Hökasjön (Barkeryds socken, Småland)
Hökasjön är en sjö i Nässjö kommun i Småland och ingår i Motala ströms huvudavrinningsområde. Sjön har en area på 0,0816 kvadratkilometer och ligger 278,3 meter över havet.

## Delavrinningsområde
Hökasjön ingår i det delavrinningsområde (639921-142446) som SMHI kallar för Ovan 640315-142511. Avrinningsområdets medelhöjd är 296 meter över havet och ytan är 18,14 kvadratkilometer. Det finns inga delavrinningsområden uppströms utan avrinningsområdet är högsta punkten. Hjorteboån som avvattnar avrinningsområdet har biflödesordning 2, vilket innebär att vattnet flödar genom totalt 2 vattendrag innan det når havet efter 269 kilometer. Delavrinningsområdet består mestadels av skog (50 procent), öppen mark (13 procent) och jordbruk (26 procent). Avrinningsområdet har 1,44 kvadratkilometer vattenytor vilket ger det en sjöprocent på 7,9 procent.